# El Gato
Rodrigo Fernandes da Penha (Cerejeiras, 21 de agosto de 1993), mais conhecido como El Gato, é um influenciador digital, streamer, youtuber e empresário brasileiro, mais conhecido por seu canal de gameplays de Free Fire. É fundador da organização de Esports Los Grandes (LØS), que se tornou uma das maiores organizações de esportes eletrônicos do Brasil após a aquisição da Team oNe em 2022.

## Biografia
Rodrigo nasceu em Cerejeiras, Rondônia, e mudou-se ainda criança com a mãe para Belo Horizonte, Minas Gerais, após o abandono paterno. Sua mãe, que trabalhava como cabeleireira, sustentou a família nos períodos mais difíceis da infância. Na adolescência, chegou a trabalhar em uma fábrica de queijos em seu estado natal antes de começar a produzir vídeos para a internet.

## Carreira

### Início na internet
Rodrigo iniciou sua carreira na internet com vídeos de humor gospel no YouTube, atuando como pregador e incorporando personagens humorísticos, o que impulsionou sua popularidade inicial.

### Transição para o gaming
Posteriormente, migrou para o segmento de games, criando um canal focado em Free Fire, que teve crescimento acelerado. Rodrigo "El Gato" passou a se destacar com suas transmissões e vídeos, acumulando mais de 9 milhões de inscritos no YouTube e mais de 4,4 milhões de seguidores no Instagram.

### Los Grandes
A organização Los Grandes, também referida como LØS, é uma organização brasileira de esportes eletrônicos fundada em 2018 por Rodrigo "El Gato". A equipe rapidamente se consolidou como uma das principais do cenário competitivo de Free Fire no país.
Em setembro de 2022, a Los Grandes adquiriu a organização Team oNe, incluindo suas equipes de CS:GO e Rainbow Six Siege, tornando-se uma das maiores fusões do cenário brasileiro de esports.
Após a aquisição, a organização anunciou, em 6 de junho de 2023, um processo de rebranding, passando a se chamar LØS. A mudança trouxe uma nova identidade visual, incluindo logotipo, uniformes e nome, representando a unificação das marcas.

## Estilo e reconhecimento
Conhecido por seu humor carismático e estilo comunicativo, El Gato adotou o apelido inspirado no personagem Gato de Botas da franquia Shrek. O rondoniense destacou-se ao gravar gameplays do jogo Free Fire com tom humorístico, e sua trajetória também é marcada pelo uso de elementos de suas raízes e da religião como forma de se conectar com o público.
Sua influência no cenário gamer brasileiro é significativa, sendo reconhecido como uma das figuras mais proeminentes da comunidade de Free Fire no Brasil, especialmente por sua atuação como fundador e rosto da LØS.